# Leinier Domínguez
Leinier Domínguez Pérez (* 23. září 1983, Havana, Kuba) je kubánský šachový velmistr. Čtyřikrát vyhrál kubánské mistrovství (2002, 2003, 2006, 2012), V roce 2004 postoupil do čtvrtfinále mistrovství světa, v něm prohrál s Tejmurem Radžabovem.
Mezi jeho největší úspěchy se dále řadí výhra v Barceloně (2006)
a dělené 1. místo na turnaji v Bielu (2008). V roce 2008 také vyhrál mistrovství světa v bleskovém šachu.